# حرية الدين في أنغولا
ينص الدستور على حرية الدين، وتحترم الحكومة بشكل عام حق ممارسته.

## الديموغرافيا الدينية
تبلغ مساحة الدولة الإجمالية 1246690 كيلومتر مربع (481351 ميل مربع)، ويبلغ عدد سكانها 19 مليون نسمة. يعتنق معظم سكانها الدين المسيحي، والكاثوليكية هي أكبر طائفة دينية منتشرة. تقدر الكنيسة الكاثوليكية أن 55٪ من السكان تابعون لها. تشير بيانات المعهد الوطني للشؤون الدينية، التابع لوزارة الثقافة، إلى أن المذاهب البروتستانتية الرئيسية، بما فيها الميثودية والمعمدانية والأبرشانية (كنيسة المسيح الواحدة) وجمعيات الله، موجودة في البلاد لكن بنسبة شديدة الانخفاض، إذ لا تتجاوز 10% من تعداد السكان. اكتسبت الطوائف المسيحية الأفريقية عضويتها في البلاد ويعتقد أن نسبة معتنقيها تبلغ 25% من السكان. يُعتقد أن 5% ينتمون إلى الكنائس الإنجيلية المختلفة، بعضهم من أصل برازيلي. يمارس جزء صغير من سكان الريف الأرواحية أو الديانات الأصلية التقليدية. يوجد أيضًا مجتمع مسلم صغير، يقدر عددهم بنحو 80000-90000، ويتألف معظمهم من المهاجرين من غرب أفريقيا وعائلات لبنانية الأصل. يوجد عدد قليل من الملحدين المعلنين في البلاد. تلتزم أعداد قليلة من المجتمعات الريفية الطرفية بالأديان الأفريقية التقليدية، لكن يمارس كثير من الناس بعض المعتقدات التقليدية.
عمل المبشرون الأجانب بحرية في جميع أنحاء البلاد منذ الاستقلال. خلال العقود الاستعمارية الأخيرة، خضع المبشرون البروتستانت أحيانًا لقيود معينة.

## وضع الحرية الدينية

### الإطار القانوني والسياسي
ينص الدستور على حرية الدين، وتحترم الحكومة بشكل عام حق ممارسته. سعت الحكومة على كافة المستويات إلى حماية هذا الحق بالكامل ولم تقبل حالات انتهاكه، سواء من قبل الجهات الحكومية أو الخاصة.
تطلب الحكومة من الجماعات الدينية تقديم عريضة للحصول على صفة قانونية من وزارتي العدل والثقافة. تمنح الصفة القانونية الجماعات الدينية الحق في التصرف كأشخاص اعتباريين في نظام المحاكم، وتؤمن مكانتهم كمجموعات دينية مسجلة رسمياً، وتسمح لهم ببناء المدارس والكنائس. يُطلب من المجموعات الدينية تقديم معلومات أساسية عامة عنها وألا يقل عدد معتنقيها عن 100000 شخص بالغ لكي تعد مؤهلة للتسجيل.
تعتبر الأيام المقدسة مثل الميلاد والجمعة العظيمة من الأعياد الوطنية ولا تؤثر سلبًا على الجماعات الدينية الأخرى.
لا يتطلب التسجيل في المدارس العامة أي تعليم ديني سابق. تسمح الحكومة للمنظمات والبعثات الدينية ذات الصفة القانونية بإنشاء المدارس وإدارتها.

### قيود الحرية الدينية
ساهمت سياسة الحكومة في دعم حق الممارسة الحرة للدين بشكل عام.
تعترف وزارتا العدل والثقافة حالياً بـ 85 طائفة. يوجد لأكثر من 800 منظمة دينية أخرى، معظمها من الجماعات الإنجيلية المسيحية التي تتخذ من الكونغو أو البرازيل مقراً لها، طلبات تسجيل معلقة لدى المعهد الوطني للشؤون الدينية فهم لا يستوفون المتطلبات اللازمة التي تشمل عدد أعضاء لا يقل عن 100000 وهم غير مؤهلين للحصول على الصفة القانونية، لكن الحكومة لم تمنع نشاطهم. أفاد المعهد الوطني للشؤون الدينية بأن المجتمع المسلم، المتمثل بالمسجد المركزي في لواندا، كان على وشك أن يلبي متطلبات التسجيل ومن المتوقع أن يحصل قريباً على صفة قانونية رسمية.
يستخدم رجال الدين منابرهم لانتقاد سياسات الحكومة بشكل مستمر، على الرغم من أن قادة الكنيسة أشاروا لوجود رقابة ذاتية فيما يتعلق بالقضايا الحساسة. تُبث إذاعة إكليزيا التابعة للكنيسة الكاثوليكية في مقاطعة لواندا وكثيرًا ما تستضيف نقاشات حادة تشمل مواضيع سياسية وكانت تنتقد سياسات الحكومة في بعض الأحيان. ومع ذلك، يشترط  قانون الإعلام أن يكون لشبكات الإذاعة غير العامة وجود مادي في المقاطعة لكي تُبث فيها. نظرًا لإمكاناتها المادية المحدودة، يحد هذا الشرط من قدرة إذاعة إكليزيا على التوسع لخارج لواندا.
حظرت الحكومة 17 مجموعة دينية في مقاطعة كابيندا بتهمة ممارسة طقوس طرد الأرواح الشريرة على البالغين والأطفال المتهمين بممارسة «الشعوذة»، إضافةً إلى ممارسة طقوس دينية غير قانونية في المنازل، رغم عدم تسجيلهم بشكل قانوني. على الرغم من أن القانون لا يعترف بوجود السحر والشعوذة، لكنه يمنع الممارسات الدينية التي تشمل أي شكل من أشكال التعنيف. لم يتعرض أعضاء هذه المجموعات للمضايقة، لكن أدين زعيمان من بينهم في عام 2006 بتهمة الاعتداء على أطفال وحُكم عليهما بالسجن لمدة 8 سنوات.
لم ترد أي تقارير عن وجود رجال دين سجناء أو محتجزين في البلاد.

### التحول الديني القسري
لم ترد أي تقارير عن تحول ديني قسري، تجاه مواطنين أمريكيين قاصرين اختُطفوا أو نُقلوا بصورة غير قانونية من الولايات المتحدة، أو عن رفض السماح بعودة هؤلاء المواطنين إلى الولايات المتحدة.

### التحسينات والتطورات الإيجابية فيما يتعلق بحرية الدين
أنغولا هي الدولة الوحيدة في العالم التي لا تعترف بالإسلام كدين. في فبراير عام 2006، أغلقت الحكومة ثلاثة مساجد لزعمها أن نشاطات هذه المساجد خلّت بالنظام العام عن طريق عرقلة تدفق حركة المرور. عمل الزعماء المسلمون المحليون مع المعهد الوطني للشؤون الدينية للوصول إلى اتفاق يسمح بإعادة فتح جميع المساجد بحلول ديسمبر من عام 2006.
أكدت الكنيسة الكاثوليكية على أن الحكومة وافقت على تمويل بناء المدارس والكنائس كتعويض عن الممتلكات التي استُولي عليها خلال الحرب الأهلية الأنغولية.

## الانتهاكات الاجتماعية والتمييز
لم ترد أي تقارير عن حوادث انتهاكات اجتماعية أو تمييز قائم على المعتقدات أو الممارسات الدينية.
على الرغم من سلبية المواقف العامة تجاه الإسلام بشكل عام، كانت الاختلافات الثقافية بين الأنغوليين والمسلمين المهاجرين من غرب لأفريقيا هي أساس هذه النظرة السلبية تجاه الإسلام، وليس التعصب الديني. بشكل عام، لا يشكل الإسلام مشكلة كبيرة في أنغولا، نظرًا لعدد المسلمين القليل جدًا في البلاد وفي جميع البلدان المجاورة.
واصلت الوكالات الحكومية والجماعات الكنسية ومنظمات المجتمع المدني حملاتها ضد الأديان التقليدية التي تنطوي على ممارسات الشامان وتقديم ذبائح حيوانية، أو ممارسة السحر والشعوذة. كانت هذه البرامج المختلفة تركز على الممارسات المسيئة التي قد تنبع أحيانًا عن الجماعات الدينية الأصلية التقليدية، وهي ليست حملات ضد السحر والشعوذة بشكل عام. عقدت وكالات حكومية مختلفة ورشات عمل وندوات حول الاعتداء على الأطفال بينما ركزت المنظمات التابعة للكنيسة على القضايا العقائدية التي تشمل ممارسات مثل الذبائح الحيوانية أو الشامان. ظهرت تقارير دورية عن حالات اعتداء على الأطفال والمسنين نتيجةً لممارسة «الشعوذة»، وذلك في المناطق الريفية والمدن الأصغر بشكل عام. في بعض الحالات، أدت هذه الاتهامات إلى ممارسة طقوس طرد الأرواح الشريرة التي تضمنت الإهمال المتعمد والإيذاء الجسدي. تم الإبلاغ عن وفيات في بعض الحالات. بقيت القضايا الحالية قيد التحقيق؛ ومع ذلك، اعتقلت السلطات وحاكمت أولئك الذين أساؤوا أو جرحوا أو قتلوا المتهمين بممارسة «الشعوذة».